# 테라모
테라모(이탈리아어: Teramo)는 이탈리아 아브루초주 테라모도에 위치하고 도청 소재지인 코무네이다. 인테람니아(라틴어: Interamnia)라고도 불린다.
로마로부터 150km 거리에 떨어져있으며, 아펜니노산맥에서 가장 높은 산인 그란사소와 아드리아해 사이에 위치해 있다.

## 역사

### 명칭
인테람나는 이탈리아의 다른 지역에서도 있는 이름이였다. 바로와 페스투스의 어학 연구를 통하여 이미 알아냈는데, 인테람나의 위치가 두 시냇물이 합류하는 지점에 있다는걸 지적하였다. 하지만 그 명칭은 Liber Coloniarum에서 이미 쓰이지 않고 오늘날의 테라모의 형태가 된 테람네(Teramne)로 기록되어있다. 하지만 중세시대에는 프라에투티움(Praetutium)의 어구 변형 모습인 아프루티움( Aprutium)이라는 명칭으로 표시하였다.

### 로마 이전 시대: 기원전 7-5세기
테라모의 기원은 아주 오래되었다. 이 지역에서의 기원전 1천년의 고대 이탈리아인들의 건물들이 있는 거주지는 가장 최근 고고학 발굴의 관심대상이다. 가장 오래된 역사적인 발견물이 이 도시의 변두리에서 발견되었는데, 이곳에서 많은 단검들과 할버드가 발견됐다. 전해진 바에 의하면, 발견된 구 도시 지역은 에트루리아와 페니키아인들이 상업적 목적으로 건설한 것이라 한다.

### 프라이투티이 (고대의 테라모 사람들)
고대 로마의 작가 프론티누스에 의하면, 물에 둘러쌓인 언덕이라는 뜻의 고대 페루트(Perut) 또는 프레투트(Pretut)는 멀리 번성하였고 프라이투티움의 중심지가 될때까지 중요하였고 프라이투티이인들이 살았던 콩킬리아불룸이였다고 한다.

### 로마 시대

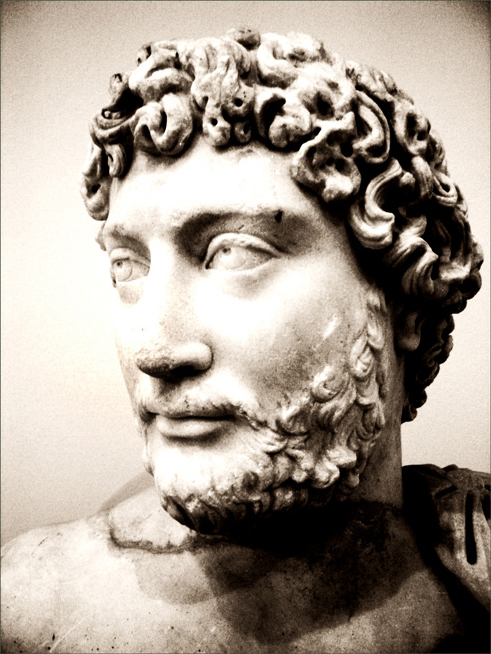
하드리아누스 지배시기에 인테람니아는 중요한 도시로 부상하였다.

- 기원전 295년, 센티눔 전투를 통하여, 로마인들은 이탈리아 부족 연합(사벨리인, 에트루리아인, 움브리인 그리고 그들의 동맹이였던 갈리아인)에게 저항을 하였다. 이 전투는 삼니움 전쟁의 시작이였다.
- 기원전 290년, 프라이투티이인들의 영역과 더붙어 사비니인들의 영토가 집정관 마니우스 쿠리우스 덴타투스가 보낸 군단병들에게 점령당하였다.

도시는 인테람니아 프레아투토리움(Interamnia Preatuttorium, 두 강 사이에 있는 프라이투티이인들의 도시)라는 라틴어 명칭을 부여 받는다. 아우구스트투스의 통치 기간에 인테람니아는 피케눔의 50개의 구역에 포함되었다.
- 2차 동맹시 전쟁이 끝나고, 뮤니시피움이 되었다.
- 2차 동맹시 전쟁에서 루시우스 코르넬리우스 술라가 참여하면서 그 대가로 인테람니아는 뮤니시피움 지위를 상실하고, 술라의 식민지가 되었다. 하지만 후에 율리우스 카이사르에 의하여 지위를 회복한다.
- 로마 시대 동안에, 이곳은 제국의 수도였던 로마와 가까웠기에 아주 번영하였다. 프톨레마이오스, 리비우스, 플리니우스가 전하길, 도시에 마르스와 아폴로 신전이 건설되었던 하드리아누스 황제 시절에 가장 번영하였다고 한다.

### 고트족과 비잔티움인들
알라리크 1세 지배하의 서고트족들에게 410년 처음으로 도시가 파괴되었다. 심지어 이 당시의 정보는 전해지지 않았다. 확실한것은 552-554년까지 인테람니아에 고트족들이 활동했다는 것이다. 고트 전쟁이 끝나고, 이 지역은 동로마제국의 소유가 되었다. 테라모는 라벤나의 비잔티움의 관할구인 마르키아 피르마나(Marchia Firmana)에 포함되었다. 도시는 마르키아 피르마나 백작의 통치를 받았다.

### 12세기
- 1129년, 랑고바르드족이 아브루초를 침입한후, 테라모는 풀리아 공국에 정착한 노르만인들의 영토가 되었다.
- 1140년, 테라모는 시칠리아 왕국의 초대왕인 루지에로 2세 시기에 시칠리아 왕국에 편입되었다.
- 테라모가 로베르토 디 로레틸로가 이끄는 노르만 군대에게 파괴되었다. 오직 피아자 산탄나(Piazza Sant’Anna) 탑만이 그 파괴에서 살아남았다. 그리고 그 이후부터 그 탑을 토르레 브루치아타(Torre Bruciata, 불탄 탑)이라고 불렀다.
- 1176년 로마네스크 양식으로 지어진 테라모 대성당의 공사가 완료되었다.

### 13세기 "자유의 시대"

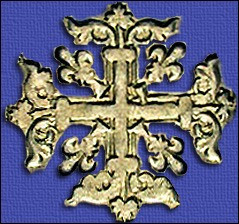
앙주 왕가

- 1268년, 호엔슈타우펜 왕가의 지배가 끝나고 앙주 왕가의 지배가 시작되었다.

### 14세기
앙주 왕가의 지배를 받는 동안, 테라모는 새 번영의 시대를 누렸다.

### 15세기
- 이 시기에 도시에서 가장 중요했던 두 가문 "데 발레(De Valle) 가문"과 "멜라티노(Melatino)" 가문에 대해서 자료를 얻는데 어려움을 겪고 있다. 13명의 훌륭한 통치자를 배출한 멜라티노 가문은 도시 최중심부에 위치한 기념비에서 기억되고 있다. 그 기념비에서는 서로에게 얼굴을 맞대고 혀를 내밀고 있는 두 머리와 그 아래에는 “A lo parlare agi mesura”(말하려고 하는걸 생각해라) 문구가 적혀있다.[1]
- 15세기 초, 독재자 안토넬로 데 발레(Antonello de Valle)가 현재 가리발디 광장이라고 알려진 그의 궁전에서 암살당하였다.
- 1442년에 나폴리 왕국이 아라곤 연합 왕국의 국왕인 알폰소 5세의 소유가 되었다.

### 16세기
- 1504년, 나폴리 왕국이 페르난도 2세에게 상속되었다. 그것으로 인하여 아브루초 지역과 남부 이탈리아 전역의 스페인인의 지배가 시작되었다.

### 17세기
- 1626년, 테라모가 지진으로 인한 피해를 입었다.
- 1630년, 밀라노에서 발생한 선페스트가 도시를 강타하였다.

### 18세기
- 1707년, 스페인 왕위 계승 전쟁이 끝나고, 합스부르크 가문이 27년간 나폴리 왕국과 시칠리아 왕국 전체를 지배하였다.
- 1744년, 독일군이 침입하였고 테라모를 기반으로 한 계몽주의 운동이 시작되었다.
- 1798년, 프랑스군대가 테라모에 입성하였다. 하지만 그들은 시민들로부터 공격을 받았고, 도시 전체를 무자비하게 파괴시킨후에 철수하였다.

### 19세기

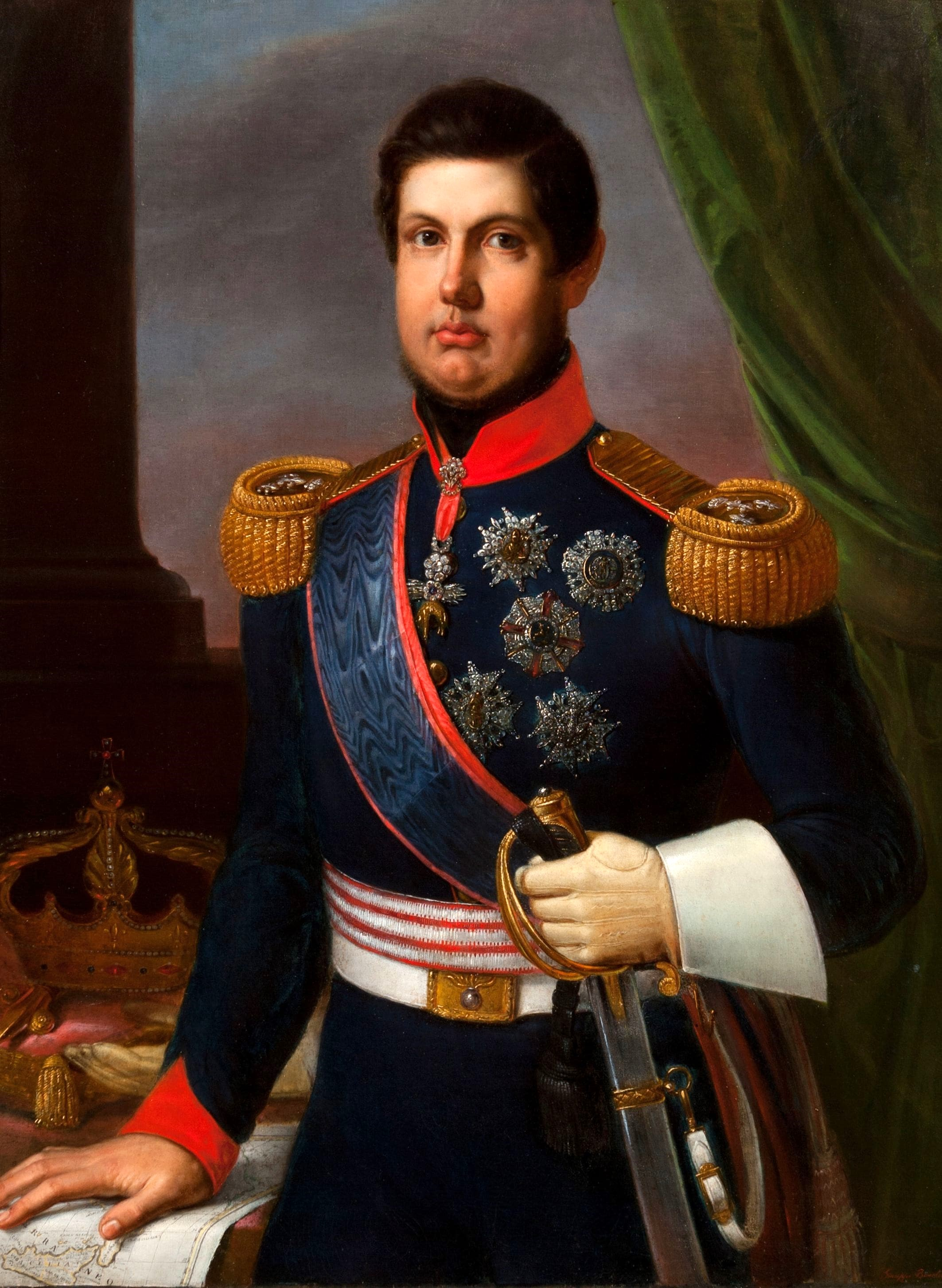
페르디난도 2세 (양시칠리아)

- 1806년 3월 15일, 나폴레옹이 페르디난도 1세의 군대를 격퇴시켰다. 테라모는 공식적으로 프랑스의 소유가 되었다.
- 1815년, 테라모는 다시 한번 나폴리 왕국의 소유가 되었다.
- 1832년, 페르디난도 2세가 처음으로 테라모를 방문하였다.
- 1844년, 페르디난도 2세가 두 번째로 테라모를 방문하였다.
- 1847년, 페르디난도 2세가 마지막이자 세 번째로 테라모를 방문하였다.
- 1890년, 콜루라니아 천문대가 설치되었다.

### 현대시대
- 1925년, 이탈리아 최초의 정신분석 학회가 테라모에서 설립되었다.
- 1943년, 6월 25일, 나치 독일군이 테라모에 입성하였지만 테라모의 레지스탕스 세력과 싸웠다.
- 1972년, 첫 인테람니아 월드컵이 열렸다.
- 1984년, 그란사소 터널이 공식 개통되었다.
- 1985년 6월 3일, 교황 요한 바오로 2세가 공식 방문하였다.
- 1989년, 테라모는 UNICEF의 "A city open to the world"상 후보에 올랐다.[2]
- 1993년, 테라모 대학교가 설립되었다.
- 2008년 11월 22일, 이탈리아의 총리 실비오 베를루스코니가 공식 방문하였다.
- 2009년 4월, 테라모에도 미진이 감지되었으나, 2009년 라퀼라 지진의 피해를 입지는 않았다.
- 2009년 12월 16일, 테라모 시와 테라모현은 스페인의 아빌라 주 의회와 자매결연 및 협력 계약을 맺었다.

## 지리

### 기후
기후는 서늘한 편이다. 가장 추운달(1월)의 평균 기온은 5.5 °C (42 °F)이고 가장 더운달(7월)의 평균 기온은 24 °C (75 °F)이다. 겨울 기간에 2012년 때와 같이 엄청난 강설량을 경험하기도 했다. 강수량은 일정하지는 않고 봄이 끝날 때즘에 집중된다. 여름 기간에는 어느정도 매우 더운 편이다.
| Teramo (2007)의 기후                   | Teramo (2007)의 기후 | Teramo (2007)의 기후 | Teramo (2007)의 기후 | Teramo (2007)의 기후 | Teramo (2007)의 기후 | Teramo (2007)의 기후 | Teramo (2007)의 기후 | Teramo (2007)의 기후 | Teramo (2007)의 기후 | Teramo (2007)의 기후 | Teramo (2007)의 기후 | Teramo (2007)의 기후 | Teramo (2007)의 기후 |
| 월                                     | 1월                  | 2월                  | 3월                  | 4월                  | 5월                  | 6월                  | 7월                  | 8월                  | 9월                  | 10월                 | 11월                 | 12월                 | 연간                 |
| -------------------------------------- | -------------------- | -------------------- | -------------------- | -------------------- | -------------------- | -------------------- | -------------------- | -------------------- | -------------------- | -------------------- | -------------------- | -------------------- | -------------------- |
| 일평균 최고 기온 °C (°F)               | 14 (57)              | 14 (57)              | 15 (59)              | 20 (68)              | 24 (75)              | 28 (82)              | 32 (90)              | 30 (86)              | 24 (75)              | 17 (63)              | 13 (55)              | 13 (55)              | 20 (69)              |
| 일평균 최저 기온 °C (°F)               | 5 (41)               | 6 (43)               | 7 (45)               | 10 (50)              | 14 (57)              | 17 (63)              | 21 (70)              | 19 (66)              | 14 (57)              | 11 (52)              | 6 (43)               | 5 (41)               | 11 (52)              |
| 평균 강수량 mm (인치)                  | 14 (0.6)             | 26 (1.0)             | 67 (2.6)             | 25 (1.0)             | 92 (3.6)             | 62 (2.4)             | 0 (0)                | 30 (1.2)             | 30 (1.2)             | 30 (1.2)             | 157 (6.2)            | 90 (3.5)             | 623 (24.5)           |
| 출처: 국립 기상국 ((미국 상무성 산하)) |                      |                      |                      |                      |                      |                      |                      |                      |                      |                      |                      |                      |                      |

## 문화
매년 5월마다 "Maggio Festeggiante"이라는 미술 전시회가 열리고, 테라모 문학상과 인테람니아 월드컵이 열린다. 8월에는 국제 영화제가 열린다.

### 테라모 대학교
테라모 대학교는 5개의 학부, 24개의 학사, 35개의 석사, 6개의 졸업 교육, 10개의 학과로 구성되어있다. 5만 제곱미터 크기의 Coste Sant'Agostino 캠퍼스 건물은 법학, 언론정보학, 정치학, 경제학부가 위치해있다. 농업학부와 수의학부는 캠퍼스 이외지역에 있다.

### 시립 미술관과 테라모 회랑관
미술관에서는 선사시대부터 로마제국 시대에 이르는 옛 테라모의 유물과 조각들을 소장하고 있다. 회랑관에는 방대한 양의 유화, 도화, 조각들을 영구 소장하고 있다.

### 콜루라니아 천문대
천문학자 빈첸초 체룰리는 1910년 8월 2일에 새로운 소행성을 발견하였고, 그 소행성에 인테람니아라는 이름을 지어주었다. 콜루라니아 천문대는 거대한 망원경을 소유하고 있고 과학 장비 박물관으로부터 엄청난 양의 장비들을 수집했다.

## 유명 인물
- 베라르도 다 팔리아라, (?-1123), 주교, 수호성인
- 멜키오레 델피코, (1744–1835), 계몽주의 철학자
- 멜키오레 델피코, (1825–1895), 풍자만화가
- 자친토 판넬라, (1847–1927), 작가
- 빈첸초 체룰리 (1859–1927), 천문학자
- 이반 그라치아니, (1945–1997), 싱어송라이터
- 마르코 판넬라 (1930-2016), 정치인
- 프란체스코 포센티, (1838–1861), 아르루초의 수호성인
- 마르코 레지넬리, (1897–1956) 암흑가의 보스
- 펠리체 첸토판티, (1969–present), 전 축구 선수
- 마르코 모르덴테, (1979–present), 농구 선수
- 잔니 디 베난초, (1920–1966), 카메라맨

## 스포츠

### 농구
테라모 바스켓은 2011-12 시즌까지 세리에 A에서 10년간을 있었다. 2012년 7월에 부도가 발생하여 팀이 해산되었다.

### 축구
테라모 칼초는 이탈리아에서도 오래된 축구 클럽중 하나이며, 1913년 7월 15일에 창단되었다. 가장 최근 시즌인 2013-14 시즌을 레가 프로 세콘다 디비시오네에서 보내고 있다. 새로 지어진 스타디오 코무날레는 콘서트와 축구 경기등 용도로 사용된다.

### 핸드볼
HC 테라모 핸드볼은 두 개의 팀(남,여)이 이탈리아 핸드볼 선수권대회에 참가중이다. 여자팀은 2012년에 이탈리아 핸드볼 1부 리그를 우승하였다. 테라모 시는 전세계에서 30개국이 넘는 국가대표팀이 참가하는 핸드볼 대회인, 인테람니아 월드컵을 매년 7월마다 개최하고 있다.

### 그외 스포츠
- 럭비, 테라모의 럭비팀은 현에서 주요 팀이다.
- 수구
- 랠리
- 전세계의 참가자들이 출전하는 마라톤 대회인 마라토니나 프레투치아나(Maratonina pretuziana)가 매년 개최된다.
- 테라모의 토르발팀은 이탈리아에서 주요 대회들을 우승했었다. 또한 챔피언스리그에서 한번 우승한적도 있다.

## 음식
이 지대의 이질적인 자연 환경으로 인하여, 테라모현의 음식은 다양하고 풍부한 것으로 알려져있다. 대표적인 재료로는 새끼 양고기, 고추, 양젖 치즈 그리고 서서히 구워낸 돼지 고기가 있다. 가장 잘 알려진 것은 유럽연합에서 높은 품질로 표시되고 이탈리아내에서도 최고 품질의 제품 중 하나로 평가되는 도시의 언덕 위에 있는 농가에서 만든 엑스트라 버진 올리브 기름이다.
테라모 언덕은 도시의 트레이드마크가 되었고 가장 뛰어난 엑스트라 버진 올리브 기름을 생산하는 곳 중 하나이며 아브루초 와인도 생산한다. 몬테풀차노 DOCG 그리고 트레비아노 다브루초 DOC 같이 유명한 와인들은 전세계에서도 좋은 와인에 속한다. 2012년에 트레비아노 다브루초는 이탈리아 최고의 와인 50개중 1위 랭크에 올랐다.
테라모와 그 인근도시의 대표 음식들 목록
- 아로스티치니-테라모 지역 음식중에서 가장 잘 알려진 요리로, 일반적으로는 양고기로 만들며 덩어리를 잘라서 꼬치에 꽂아 굽는 꼬치요리다.
- 카주니티(Caggiunitti)- 일반적으로 초콜릿, 체슈넛과 함께 아몬드를 바싹 튀겨낸 프리터이다.

## 자매 도시
- 브라질 히베이랑프레투.[8]
- 체코 프라하.[9]
- 키프로스 스트로볼로스.[10]
- 독일 메밍겐.[11]
- 이스라엘 리숀레지온.[12]
- 몬테네그로 베라네.[13]
- 폴란드 고주프비엘코폴스키.[14]

## 상식
- 18세기에 존 액튼 경은 도시의 지식인들을 보고 테라모를 "왕국의 아테네"라는 별명을 붙였다.[15]
- 1989년 테라모는 유니세프가 시상하는 통합 및 문화 교환 관련 상인 "A city open to the world" 상 후보에 올랐다.[16]
- 팔라스카프리아노의 돔은 세계에서 가장 크다. 판테온과 피렌체 대성당의 돔보다도 크다.[17]